# Carl Hilmers
Carl Hilmers, folkbokförd som Karl Gustaf Hilmer Andersson, född 23 december 1887 i Jönköping, död 6 oktober 1969 i Sollentuna, var en svensk filmfotograf och inspicient. Han var gift med skådespelaren Anna-Lisa Hilmers (1893–1946).

## Filmfoto
- 1922 – En vikingafilm
- 1924 – Björn Mörk
- 1924 – När millionerna rulla
- 1924 – Sverige – vårt vackra land
- 1925 – Tre Lejon
- 1927 – Storgårds-Annas friare

## Teater

### Roller (ej komplett)
| År   | Roll      | Produktion                                                                    | Regi           | Teater      |
| ---- | --------- | ----------------------------------------------------------------------------- | -------------- | ----------- |
| 1915 | Hippolite | Två man om en änka Victor Hollaender, Heinrich Storbitzer och Richard Kessler | Carl Barcklind | Vasateatern |